# José (hermano de Jesús)
José es mencionado en el Nuevo Testamento como uno de los hermanos de Jesús. Se da a entender que el nombre de su madre era María, y sus hermanos eran Jacobo el Justo, Simón y Judas.
En Mateo 13:55, la gente pregunta acerca de Jesús: «¿No es éste el hijo del carpintero? ¿No se llama su madre María, y sus hermanos, Jacobo, José, Simón y Judas?», mientras que en Marcos 6:3 se preguntan: «¿No es éste el carpintero, hijo de María, hermano de Jacobo, de José, de Judas y de Simón? ¿No están también aquí con nosotros sus hermanas?».

## En el cristianismo

### En el catolicismo
La Iglesia católica, basándose en el dogma de la virginidad perpetua de María, define que los «hermanos de Jesús» no eran sus hermanos biológicos; por la simple razón de que José y su hermano Santiago el menor, eran hijos de Cleofás, esposo de una mujer llamada María de Cleofás; al que Juan llamaba también Alfeo; por tanto, no existe tal falacia sobre que eran hijos de María la Virgen; ni mucho menos, hijos de otra mujer de José el padre adoptivo de Jesús, ya que a la mayoría de los apóstoles, se le mencionan sus padres en los textos bíblicos; así, Pedro (nacido en Betsaida) y Andrés su hermano (nacido en Capernaun) se le menciona como hijo de Jonás (Mt 16:17), donde la sagrada familia no residió; Santiago el mayor y Juan, hijos de Zebedeo (Mc 3:17) y su esposa María Salomé (discípula); Judas de Santiago o Tadeo (nacido en Caná), se presenta en la carta de Judas 1:1 como servidor de Jesucristo y hermano de Santiago el menor (hijo de Alfeo); Simón el Cananeo, también de Caná; por tanto, no provenía del núcleo familiar de Jesús; así como lo era también Bartolomé. Del resto de los apóstoles, varios nacieron en Betsaida, como fue el caso de Felipe; Mateo; nacido en Nazaret, de nombre completo Mateo Leví de Alfeo; es decir hijo de Cleofás; Tomás, nacido en Galilea y Judas Iscariote en Queriot de Judea. Concluyendo; no existen nacimientos provenidos de la Virgen María. la idea de que Simón era un hijo biológico de María, sugiriendo más bien que los llamados desposyni eran o hijos de José de un matrimonio anterior (en otras palabras, medio hermanos) o bien eran primos de Jesús, es una falsa acusación protestante. José hermano de Santiago, hijos de una mujer llamada María (tía de la Virgen); pero esposa de Cleofás (Juan 19:25); es necesario aclarar, que en las escrituras griegas se utiliza el término aderfé (αδερφέ); que quiere decir, hermano de religión o espiritual; a diferencia del vocablo adelfos (αδελφός), que es hermano, sin especificaciones o adjetivos calificativos; como se hace en español.